# U-1110
U-1110 – niemiecki okręt podwodny (U-Boot) typu VII C/41 z okresu II wojny światowej. Okręt wszedł do służby w 1944 roku.

## Historia
Wcielony do 8. Flotylli U-Bootów celem szkolenia załogi, od lutego 1945 roku w 5. Flotylli jako jednostka bojowa. Przed zakończeniem wojny nie odbył żadnego patrolu bojowego.	
Poddany 14 maja 1945 roku w List auf Sylt na wyspie Sylt (Niemcy), przebazowany 24 czerwca z Wilhelmshaven do Loch Ryan (Szkocja). Zatopiony 21 grudnia 1945 roku w ramach operacji Deadlight ogniem artyleryjskim brytyjskiego niszczyciela HMS „Onslow”.